# Skidskytte vid olympiska vinterspelen 1994
Skidskyttetävlingarna vid de olympiska vinterspelen 1994 hölls vid Birkebeineren Skistadion i Lillehammer, Norge. Tävlingarna hölls mellan 18 februari och 26 februari 1994. 
Sporten skidskytte kombinerar skickligheten av längdskidåkning och gevärskytte. Herrar och damer tävlade i tre tävlingar var.
Skidskytteprogrammet förblev oförändrat med undantag av kvinnornas stafett som ändrats från 3 x 7,5 km till 4x7,5 km

## Medaljsummering
Sex nationer vann medaljer. Ryssland vann medaljtabellen (3 guld, 1 silver, 1 brons), och Tyskland som vann mest medaljer med sex. Sergej Tarasov var den enda individuella idrottaren som vann tre medaljer, medan Myriam Bédard vann den individuella medaljtabellen med två guldmedaljer. 
Bédards par av guldmedaljer var de första av en idrottare utanför Europa eller det tidigare Sovjetunionen. Valentina Tserbe blev den första olympiska medaljören från Ukraina, och Svetlana Paramygina den första kvinnliga olympiska medaljören från Vitryssland, då dessa länder gjorde olympisk debut.

## Medaljtabell
| Pl. | Nation    | Guld | Silver | Brons | Totalt |
| --- | --------- | ---- | ------ | ----- | ------ |
| 1   | Ryssland  | 3    | 1      | 1     | 5      |
| 2   | Kanada    | 2    | 0      | 0     | 2      |
| 3   | Tyskland  | 1    | 3      | 2     | 6      |
| 4   | Frankrike | 0    | 1      | 2     | 3      |
| 5   | Belarus   | 0    | 1      | 0     | 1      |
| 6   | Ukraina   | 0    | 0      | 1     | 1      |

## Medaljörer

### Herrar
| Gren                | Guld                                                       | Guld      | Silver                                                                    | Silver    | Brons                                                                         | Brons     |
| Distans Detaljer... | Sergej Tarasov Ryssland                                    | 57:25,3   | Frank Luck Tyskland                                                       | 57:28,7   | Sven Fischer Tyskland                                                         | 57:41,9   |
| Sprint Detaljer...  | Sergej Tjepikov Ryssland                                   | 28:07,0   | Ricco Gross Tyskland                                                      | 28:13,0   | Sergej Tarasov Ryssland                                                       | 28:27,4   |
| Stafett Detaljer... | Tyskland Ricco Gross Frank Luck Mark Kirchner Sven Fischer | 1:30:22,1 | Ryssland Valerij Kirjenko Vladimir Dratjov Sergej Tarasov Sergej Tjepikov | 1:31:23,6 | Frankrike Thierry Dusserre Patrice Bailly-Salins Lionel Laurent Hervé Flandin | 1:32:31,3 |

### Damer
| Gren                | Guld                                                                      | Guld      | Silver                                                                   | Silver    | Brons                                                                    | Brons     |
| Distans Detaljer... | Myriam Bédard Kanada                                                      | 52:06,6   | Anne Briand Frankrike                                                    | 52:53,3   | Uschi Disl Tyskland                                                      | 53:15,3   |
| Sprint Detaljer...  | Myriam Bédard Kanada                                                      | 26:08,8   | Svjatlana Paramyhina Belarus                                             | 26:09,9   | Valentyna Tserbe Ukraina                                                 | 26:10,0   |
| Stafett Detaljer... | Ryssland Nadezjda Talanova Natalija Snytina Luiza Noskova Anfisa Reztsova | 1:47:19,5 | Tyskland Uschi Disl Antje Harvey Simone Greiner-Petter-Memm Petra Schaaf | 1:51:16,5 | Frankrike Corinne Niogret Véronique Claudel Delphyne Heymann Anne Briand | 1:52:28,3 |